# Siebenzwingstein

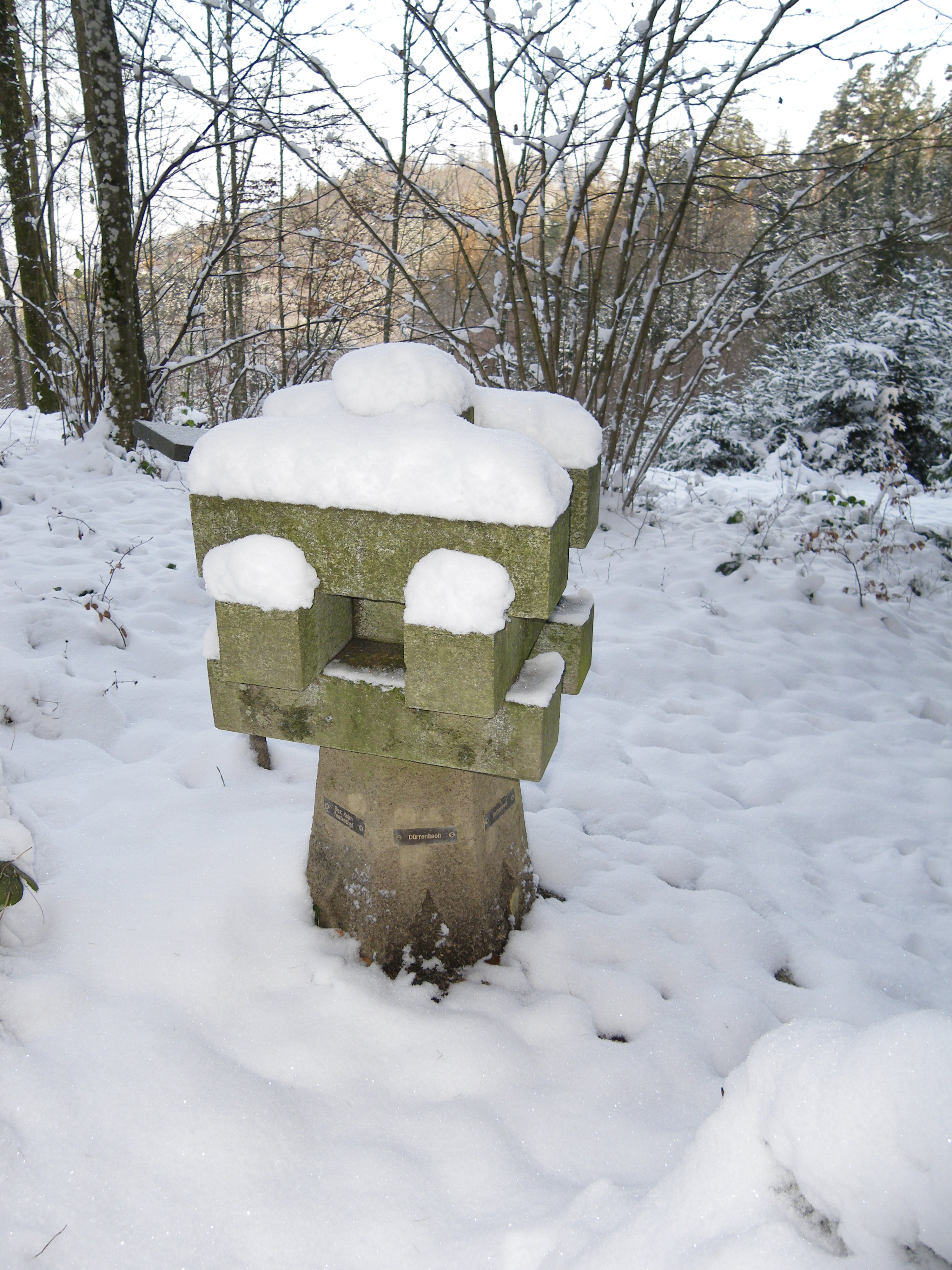
Miliario Sibe Zwingstei

El Siebenzwingstein, también conocido como Sibe Zwingstei en los mapas, es un punto fronterizo en el cantón de Argovia en Suiza, marcado por bloques de granito entrelazados. Al español se puede traducir como "Piedra de siete fuerzas".
El punto fronterizo marca el límite entre los tres municipios de Gränichen, Teufenthal y Seon. También marca la frontera entre tres distritos del cantón de Argovia: Lenzburg, Kulm y Aarau. El Siebenwingstein está ubicado a 607 metros sobre el nivel del mar (escala suiza).
El nombre de la piedra proviene del hecho de que siete comunidades, distritos o Zwinge se reunían en este punto. En el pasado, un distrito generalmente comprendía varias aldeas con un poder judicial común. Las 7 áreas fueron:
- Distrito de Kulm: Teufenthal
- Dürrenäsch (por razones inexplicables ya no llega al Siebenwingstein)
- Retterswil (incorporado al municipio de Seon desde 1898)
- Distrito de Lenzburg: Seon
- Distrito de Aarau: Gränichen
- Liebegg (fusionado con el municipio de Gränichen)
- Trostburg (ahora parte de Teufenthal)

Desde la perspectiva actual, es inexplicable por qué todas estas fronteras se encuentran en un punto difícil de definir en medio del bosque de Liebeggerwald.

## Localización
Coordenadas 47.3347027777788.14295: 47° 20′ 4,9″ N, 8° 8′ 34,6″ O; CH1903: 653234 / 242888